# С-75
С-75 «Двина» (по классификации МО США и NATO — SA-2 Guideline) — советский подвижный зенитный ракетный комплекс.
Головной разработчик — НПО «Алмаз» (генеральный конструктор А. А. Расплетин, конструктор Борис Васильевич Бункин), разработчик ракеты — МКБ «Факел» (генеральный конструктор П. Д. Грушин). Принят на вооружение в СССР в 1957 году. Заказ и поставки осуществляло 4-е Главное управление Минобороны (начальник генерал-полковник авиации Г. Ф. Байдуков).

## История

### Создание
В 1953 году в СССР завершались работы по созданию стационарной зенитной ракетной системы С-25. Однако в случае возникновения угрозы с нового стратегического направления, в ситуации, аналогичной той, которая возникла при ухудшении советско-китайских отношений, наличие только стационарных комплексов ПВО не обеспечивало защиту объектов с приемлемыми затратами даже на советской территории. Кроме того, применение мобильных систем позволяло бы решать новые тактические задачи — например, осуществление выхода из-под удара путём смены позиции, действие из засад, ввод резервных комплексов взамен выведенных из строя. Окончательную отладку аппаратуры можно было бы осуществлять централизованно на специальной производственной базе, без многократного выезда множества гражданских специалистов непосредственно в части — в результате существенно снижались затраты на строительство и возрастала надёжность техники.
20 ноября 1953 года вышло Постановление СМ СССР № 2838/1201 «О создании передвижной системы зенитного управляемого ракетного оружия для борьбы с авиацией противника». При этом учитывалось, что радикальное сокращение массо-габаритных показателей аппаратуры не может быть достигнуто без некоторого снижения боевых возможностей — от новой системы не требовалось обеспечить надёжность поражения целей как у стационарной, но и стоить она должна была на порядок меньше. Комплекс рассчитывался для поражения целей, летящих со скоростью до 1500 км/ч на высотах от 3 до 20 км. Масса ракеты не должна была превышать две тонны — в составе создаваемой системы должны были максимально использоваться уже применяемые в стране грузовые автомобили и тягачи.
Головным разработчиком системы было определено КБ-1 Министерства среднего машиностроения, главным конструктором назначен А. А. Расплетин, тематическую лабораторию возглавил Б. В. Бункин. Для разработки ракеты в КБ-1 было организовано ОКБ-2 во главе с П. Д. Грушиным и состоящее из специалистов, имевших опыт разработки С-25. Двигатель для маршевой ступени ракеты разрабатывался с 1954 года на конкурсной основе входившими в НИИ-88 ОКБ-2 (главный конструктор A. M. Исаев) и ОКБ-3 (главный конструктор Д. Д. Севрук). Конструктор наземных средств системы — Г. Ф. Добровольский, лауреат Ленинской премии (1958).
При создании С-75 широко использовался опыт накопленный при разработке и испытаниях стационарного комплекса ПВО С-25. В С-75 используются тот же принцип наведения ракеты на цель с помощью многофункционального секторного радиолокатора но многие элементы значительно усовершенствованы. Громоздкие вращающиеся антенны станции наведения заменены неподвижными малогабаритными с электрическим сканированием, изменён диапазон частот и сужен сектор обзора РЛС, применена более лёгкая ракета с твердотопливным ускорителем и наклонным стартом с поворотной пусковой установки. В то же время, с целью облегчения и удешевления комплекса, отказались от многоканальности. С-75 мог работать только по одной цели.

#### Задействованные структуры
В разработке и создании комплекса в целом и отдельных средств в него входящих были задействованы следующие предприятия и учреждения оборонно-промышленного комплекса страны:
- Комплекс в целом — ЦКБ «Алмаз», Москва (разработка)[4];
- Ракета — МКБ «Факел», Химки, Московская обл. (разработка)[5]; Ленинградский Северный завод, Ленинград (производство, 1958—…); Саратовский авиационный завод (производство, 1956 — нач. 1970-х); ЗиК, Свердловск (производство)[6];
- Ракетный двигатель — КБХМ, Калининград, Московская обл. (разработка)[7];
- Бортовая радиоаппаратура ракеты — Московский приборный завод, Москва (производство)[8]; Днепровский машиностроительный завод им. В. И. Ленина, Днепропетровск, УССР (производство)[9];
- Приводы — ЦНИИАГ, Москва (разработка)[10];
- Неконтактные радиовзрыватели — НИИ-504 (ПАО "НПП "Импульс", Москва), НИИЭП (АО "НИИЭП", г. Новосибирск (разработка)[11][12];
- Транспортно-заряжающая машина — ГСКБдормаш, Москва (разработка)[13];
- Работы по монтажу, настройке, проведению испытаний и вводу в эксплуатацию стационарных объектов для полигонных испытаний комплекса — СМУ-304, Кунцево, Московская обл. (строительство)[14].

### Эксплуатация в СССР
По зарубежным оценкам, в СССР в 1980-е годы было развернуто около 4600 пусковых установок комплексов С-75. Их начали снимать с боевых позиций и переводились на базы хранения по мере их замены комплексами С-300П. В настоящее время в России комплексы системы С-75 с вооружения сняты, но после 1991 года большое количество комплексов С-75 осталось в других постстоветских государствах, где они состоят на вооружении и в настоящее время.

### Производство за рубежом
Комплекс по лицензии производился в Китае под названиями «Хунци» («HongQi», сокращённо «HQ», с кит. — «Красное знамя»): HQ-1 и HQ-2. Инженерно-проектные работы и серийное производство осуществлялись следующими предприятиями и учреждениями:
- Комплекс в целом — НИИ-1 Министерства машиностроения КНР (инженерные работы, головное учреждение), факультет № 2 Военной академии КНР (инженерные работы);
- Ракетный двигатель — завод № 410 (производство);
- Система наведения — НИИ-23 Военной академии КНР (инженерные работы); заводы № 761, 764, 784, 785, 786 (производство);
- Наземное оборудование — заводы № 247, 256, 307, 447, 547 (производство).

## Модификации
Варианты системы и год принятия на вооружение:
- СА-75 «Двина» (1957) — шестикабинный вариант на автомобильной базе;
- С-75 «Десна» (1959) — трёхкабинный вариант в буксируемых кузовах-фургонах;
- С-75М «Волхов» (1961) — базовый вариант для всех последующих модификаций;
- «Волга» — экспортный вариант С-75М «Волхов»;
- «Волга-2А» (2000)[18].

Существовали варианты ракет, снаряжавшихся специальной боевой частью (СБЧ) — ядерной. Ракеты с СБЧ предназначалась для поражения групповых целей.

## Технические характеристики
- Тип ракеты: двухступенчатая ЗУР
  - Первая ступень — пороховой стартовый ускоритель
  - Вторая ступень — жидкостная
- Система наведения: радиокомандная
- Длина ракеты: 10600 мм
- Диаметр корпуса первой ступени: 700 мм
- Размах стабилизаторов:
- Минимальная дальность поражения целей: 7 км
- Максимальная дальность поражения целей: 43 км (на активном участке) 56 км (на пассивном участке полёта)
- Максимальная высота поражения целей: 25 — 30 км 35 км (в режиме «АДА»)
- Скорость ЗУР > 3 Маха
- Стартовая масса: 2300 кг
- Боевая часть: осколочно-фугасная
  - Масса БЧ: 200 кг
- Способ подрыва БЧ:
  - СА-75 (1957) — радиокомандный с поста управления;
  - С-75 (1959) — неконтактным радиовзрывателем

## Организационно-штатная структура
Зенитный ракетный полк, вооружённый С-75, состоял из трёх огневых и одного технического дивизиона. Полк (штаб, три огневых и технический дивизионы) по штату имел 51 офицера и 466 солдат и сержантов. Штаб полка насчитывал 8 офицеров и 60 солдат и сержантов.
В каждом из трёх огневых дивизионов имелись:
- штаб в составе 4 офицеров и 43 солдат и сержантов;
- батарея управления огнем, насчитывающая 4 офицеров и 20 солдат и сержантов, обслуживала 4 кабины РЛС, 9 автомобилей;
- стартовая батарея в составе 3 офицеров и 34 солдат и сержантов, которые обслуживали 6 пусковых установок, 6 транспортно-заряжающих машин и 9 автомобилей.

Технический дивизион полка имел штатную численность 10 офицеров и 115 солдат и сержантов. Они обслуживали 2 системы электроснабжения, 12 транспортно-заряжающих машин, 2 автокрана, 6 автозаправщиков, 38 автомобилей и другую технику.

## На вооружении

### Современные операторы
- Вьетнам — около 25 ПУ (4 дивизионов) на вооружении по состоянию на 2023 год[19]
- Египет — 210 ПУ (35 дивизионов) ЗРК С-75М на вооружении по состоянию на 2022 год[20]
- Казахстан — 12 ПУ (2 дивизиона) ЗРК С-75М на вооружении по состоянию на 2023 год[21]
- Кыргызстан — 6 ПУ (1 дивизион) ЗРК С-75М3 на вооружении по состоянию на 2023 год[22]
- КНДР — 180 ПУ (30 дивизионов) ЗРК С-75 на вооружении по состоянию на 2022 год[23]
- Куба — 24 ПУ (4 дивизиона) по состоянию на 2022 год[24]. Некоторые на шасси Т-55[25]. Всего из СССР в 1961—1962 годах поставлено 24 ПУ и 1000 ракет В-750.[26]
- Румыния — 6 ПУ (1 дивизион) ЗРК С-75М3 на вооружении по состоянию на 2023 год[27]
- Сирия — 320 ПУ ЗРК С-75 на вооружении по состоянию на 2012 год[28]. Запасы значительно истощились во время войны. Остаются на вооружении по состоянию на 2018 год[29]
- Эфиопия — 4 ПУ (1 дивизион) ЗРК С-75М3 на вооружении по состоянию на 2022 год[30]

### Бывшие операторы
- Албания — 2 батальона (дивизиона) С-75 (12 ПУ) стояли на вооружении по состоянию на 2007 год[31] (в 1991—1992 годах — около 4 дивизионных позиций (22 ПУ)[32])
- Алжир — стояли на вооружении по состоянию на 2010 год[33] (1 полк ЗРК С-75 с 30 ПУ по состоянию на 1991—1992 годы[34])
- Ангола — 40 ПУ (7 дивизионов) ЗРК С-75М на вооружении по состоянию на 2018 год[35]
- Афганистан
- Босния и Герцеговина — стояли на вооружении по состоянию на 2009 год[36]
- Болгария — на вооружении по состоянию на 2018 год[37]
- Венгрия — 120 ПУ ЗРК С-75, С-125 и С-200 (~16 дивизионных позиций) по состоянию на 1991—1992 годы[38]
- ГДР
- Грузия — стояли на вооружении по состоянию на 2007 год[39]
- Зимбабве
- Индия
- Индонезия
- Иран — 45 ПУ (8 дивизионов) ЗРК С-75М на вооружении по состоянию на 2018 год[35]
- Ирак
- Йемен — на вооружении по состоянию на 2010 год[40] (на 1991—1992 годы имелось 4 батареи ЗРК С-75[41])
- Китай — на вооружении более 300 ПУ модификаций HQ-2/2A/2B китайского производства, по состоянию на 2010 год[42] (более 500 ПУ на 2009 год[43])
- Ливия[44] — по состоянию на 2010 год количество имеющихся на вооружении ПУ оценивалось в 108 единиц (5-6 бригад по 18 ПУ в каждой)[45]. 39 комплексов С-75 «Волга» были поставлены в Ливию из СССР в период с 1975 по 1985 годы[2]. На 1991—1992 годы сообщалось о наличии 2 бригад по 18 ПУ ЗРК С-75[46]
  -  ВВС Свободной Ливии
- Мозамбик — выведены из эксплуатации по состоянию уже на 2004—2005 годы[47], но продолжает числиться в наличии на 2010[48]
- Монголия — на вооружении по состоянию на 2010 год[49]
- Мьянма
- Пакистан — 6 ПУ модификации CSA-1 на вооружении по состоянию на 2010 год[50]
- Перу — 3 зенитных батальона (дивизиона) стояли на вооружении по состоянию на 2007 год[51]
- Польша — 700 ПУ ЗРК С-75, С-125 и С-200 (4 бригады и 1 отдельный полк) по состоянию на 1991—1992 годы[52]
- Сомали
- СССР — после распада, ЗРК достались республикам входившим в состав СССР
  -  Азербайджан — на вооружении по состоянию на 2018 год[53]
  -  Армения — на вооружении по состоянию на 2018 год[54]
    -  Нагорно-Карабахская Республика — неизвестное количество, по состоянию на 2020 год

  -  Россия
  -  Узбекистан — на вооружении по состоянию на 2018 год[55][56]
  -  Таджикистан — 18 ПУ ЗРК С-75М на вооружении по состоянию на 2018 год[57][58][59]
  -  Туркменистан — на вооружении по состоянию на 2018 год[60][61]
  -  Украина — на вооружении по состоянию на 2014 год[62]
- Судан — 18 ПУ (3 дивизиона) ЗРК С-75 на вооружении по состоянию на 2018 год[63][64]
- Чехословакия — 250 ПУ ЗРК С-75, С-125 и С-200 (~40 дивизионных позиций) по состоянию на 1991—1992 годы[65]
  -  Словакия — стояли на вооружении по состоянию на 2007 год[66]
- Югославия — 8 зенитных ракетных дивизионов С-75 по состоянию на 1991—1992 годы[67]; после распада СФРЮ ЗРК достались республикам, входившим в состав Югославии, однако, вскоре С-75 были сняты с вооружения и в данных республиках, ставших в результате распада Югославии независимыми государствами.

## Боевое применение
Наиболее широко применялся за всю историю войск ПВО во всём мире. С-75 различных модификаций поставлялись более чем в сорок стран, в том числе в Финляндию. За всё время на экспорт поставлено почти восемьсот дивизионов комплекса.
7 октября 1959 года высотный разведчик RB-57D тайваньских ВВС был сбит комплексом С-75 вблизи Пекина на высоте 20 600 м. Пилот погиб. Это был первый самолёт в мире, уничтоженный ЗУР. В целях секретности официально было объявлено, что тот был сбит самолётом-перехватчиком.
16 ноября того же года под Сталинградом посредством ЗРК С-75 был уничтожен летевший на высоте 28000 метров американский разведывательный аэростат.
1 мая 1960 года под Свердловском был сбит самолёт-разведчик U-2 ВВС США, пилот Гэри Пауэрс был пленён. При этом из-за ошибки наведения другой ракетой был сбит советский истребитель МиГ-19, пилот которого Сергей Сафронов погиб. 

27 октября 1962 года во время Карибского кризиса над Кубой был уничтожен U-2 майора Рудольфа Андерсона, пилот погиб.
В середине 1960-х годов тайваньские U-2 совершали полёты над территорией материкового Китая. По тайваньским данным китайские ЗРК С-75 сбили пять разведчиков U-2. 
С-75 уничтожил некоторое число БПЛА американского производства над Китаем (известно что AQM-34 Firebee были сбиты пусками С-75 22 марта 1968 и 28 октября 1969
), сбили и повредили несколько самолётов (не U-2).

### Война во Вьетнаме
С-75 активно применялись во время войны во Вьетнаме с июля 1965 года.
В первом же бою 24 июля, по советским данным, тремя ракетами были сбиты три самолёта «Фантом»; по данным Университета ВВС США, были сбиты два «Фантома», по данным английского исследователя Криса Хобсона был сбит один, что совпадает с информацией, приведённой в американской официальной версии вьетнамской истории войны. 27 июля, в ответ на использование комплексов С-75, американская авиация впервые в истории совершила «налёт на подавление ЗРК», однако противник подготовился к этому и миссия стала катастрофой для ВВС США. Группа F-105 специально летела на низкой высоте, вне зоны атаки ЗРК. По прибытии американские пилоты вместо С-75 обнаружили большое количество зенитных пушек, для которых низколетящие самолёты стали идеальными мишенями.
По советским данным, для уничтожения первых 58 самолётов ВВС США было задействовано всего 70 ракет С-75.
Первый ЗРК С-75 по американским данным был потерян только 17 октября, то есть через 3 месяца после начала участия.
По данным министерства обороны СССР, 60 дивизионов комплекса С-75 сбили над Северным Вьетнамом около 2 тысяч самолётов, в том числе более 60 стратегических бомбардировщиков Б-52; начальник штаба группы советских войск во Вьетнаме Борис Воронов указывает несколько меньшие числа — 1293 самолёта, включая 54 бомбардировщика B-52. Одним из пилотов, сбитых зенитной ракетой, был Джон Маккейн. При изучении эффективности применения С-75 во Вьетнаме следует учитывать, что доклады о сбитых американских самолётах бывали весьма завышенными: как показывало сопоставление рапортов ракетчиков с документально подтверждёнными потерями (наличие обломков с заводскими номерами), в ряде случаев число сбитых ракетами самолётов оказалось завышено в 5—9 раз.
Количество ЗУР поставленных во Вьетнам составило 7658 штук, из которых было выпущено или потеряно 6806 ракет.
По американским данным, северовьетнамцы совершили пуски более 9000 ракет (при том что их было поставлено всего 7658 штук) и от их огня было потеряно лишь примерно 200 американских машин, но это число не является полным, так как не включает беспилотные самолёты, сбитые ЗРК.
Наиболее успешным советским ракетчиком стал Фёдор Ильиных, чей дивизион сбил около 25 американских самолётов. Другим ракетчиком-асом стал В. Щербаков, в роли офицера наведения зенитного ракетного дивизиона он сбил 11 вражеских самолётов. Значительное число самолётов было сбито силами зенитной артиллерии. Это прямо указывает на достаточную эффективность единственного применяемого типа ЗРК для принуждения противника летать на высотах досягаемости артиллерии и нести там значительные потери и всё же не подниматься выше под огонь С-75. Уничтожить ЗРК ВВС США за 10 лет войны так и не смогли, несмотря на то, что мобильность комплекса очень низкая и он никак не защищён (к концу войны из 95 полученных вьетнамцами ЗРК более половины было потеряно). С ростом высоты бомбометания резко падает точность ударов, сводя их эффективность к грохоту взрывов. Показателен пример моста, через который годами шла значительная доля снабжения: разбомбить его так и не смогли до внедрения дальнобойных сверхточных бомб, поскольку подойти близко не давала ПВО. Созданные во время войны специальные ракеты против радаров не обладали достаточной дальностью, как и эффективностью.

### Арабо-израильские войны
В ходе Шестидневной войны египетские ЗРК сбили от 2 до 9 израильских самолётов, а также 1 египетский. Израильтяне захватили ряд компонентов С-75, в том числе ракеты.
В 1969 году египетские ЗРК С-75 сбили 7 израильских самолётов, израсходовав 74 ракеты, причём один израильский самолёт был сбит расчётом управляемым советским военным советником. 8 марта израильский самолёт-целеуказатель Do.27 возле Суэца был сбит одним пуском ракеты ЗРК С-75, управляемым подполковником Г. И. Шарашкиным. Израильский пилот лейтенант Эхуд Бен Ари был убит, наблюдатель катапультировался удачно. 24 декабря после разведывательного полёта на израильский аэродром вернулся тяжело повреждённый Mirage III (с/н 6641), после близкого разрыва ракеты ЗРК С-75.
В период с июля 1969 по март 1970 года израильской авиацией выведено из строя 18 дивизионов С-75. В 1970 году египетские ЗРК С-75 сбили 15 израильских самолётов, израсходовав 155 ракет.
17 сентября 1971 года египетский ЗРК С-75 двумя пусками ракет с дальности около 30 км сбил израильский самолёт радиоразведки Boeing C-97 Stratofreighter (б/н 033), погибло 7 из 8 членов экипажа. В некоторых западных источниках сбитый самолёт ошибочно указывается как RF-4E.
В ходе Войны Судного дня, «октябрьской» войны на Ближнем Востоке, в 1973 году 44 процента целей, сбитых ПВО Арабской Республики Египет, были уничтожены ЗРК «Двина». В целом на счёт арабских операторов ЗРК С-75 западные источники отводят 14 сбитых израильских самолётов.
Применение С-75 арабскими странами продолжилось и после объявления перемирия. Они применялись, в частности, в ходе войны на истощение на Голанских высотах

6 мая 1974 года над горным районом Хермон сирийским расчётом ЗРК С-75 был сбит израильский истребитель Mirage III. 13 июня 1982 над территорией Ливана сирийским расчётом ЗРК С-75 был подбит израильский разведчик «Кфир». Подбитый самолёт рухнул над аэродромом Рамат-Давид.

### Ирано-иракская война
В ирано-иракской войне ЗРК С-75 изначально применялись Ираком, но потом такие комплексы китайского производства (HQ-2) приобрёл и Иран.
В ходе войны Иран подтверждал, что потерял 5 летательных аппаратов сбитыми ракетами С-75.

### Операция «Буря в пустыне»
Во время Войны в Персидском Заливе 1991 года на вооружении Ирака состояло 38 ЗРК С-75.
По американским данным, все они были подавлены и уничтожены в результате работы различных средств РЭБ и массированного удара крылатыми ракетами. По официальным иракским данным, потери ЗРК С-75 в войне составили 98 процентов, что значит что 1 комплекс С-75 остался боеспособным.
При этом комплексами С-75 были нанесены по меньшей мере 3 безвозвратные потери авиации антииракской коалиции:
- 20 января над Ираком комплексом ЗРК С-75 был сбит американский истребитель-бомбардировщик F-15E (c/н 88-1692), оба члена экипажа были взяты в плен[99];
- 21 января над Ираком пытаясь уклониться от ракеты комплекса С-75 врезался в землю и взорвался американский истребитель-бомбардировщик F-14A (с/н 161430), один член экипажа был взят в плен, другой был эвакуирован американскими силами[99];
- 14 февраля над иракским аэродромом Аль Туккадум двумя пусками ЗРК С-75 был сбит британский ударный самолёт Tornado Gr.1 (с/н ZD717/C), оба члена экипажа были убиты[100].

### Дальнейшая служба
В дальнейшем С-75 применялись в большом количестве вооружённых конфликтов и до сих пор используются некоторыми странами.
Применялся Сербией в ходе войны в Боснии. В зоне боевых действий сербы развернули 16 ЗРК. Единственный известный успех — повреждение 22 ноября 1994 года двух Sea Harrier 800-й эскадрильи Великобритании.
21 января 2016 года над Йеменом хуситы с помощью ЗРК С-75 сбили американский БПЛА MQ-1 Predator.

## Музейные экспонаты
- Музейный комплекс УГМК, г. Верхняя Пышма, Свердловская область.
- Памятник в деревне Вилга, Карелия[103]
- Аллея Победы, г.Усть-илимск, Иркутская область.

## Фотогалерея
- Обломки американского разведчика U-2 Гэри Пауэрса, сбитого над Советским Союзом
- Обломки американского разведчика U-2 Рудольфа Андерсона, сбитого над Кубой
- Обломки американского разведчика U-2, сбитого над Китаем
- Запуск советским расчётом ракеты ЗРК С-75 по американскому самолёту над Вьетнамом
- Взрыв американского самолёта
- Стекло в кабине B-52 пробитое осколком С-75 над Вьетнамом в 1972
- Приближение ЗУР к разведывательному «Фантому»
- Сбитие ракетой ЗРК С-75 американского «Фантома» над Вьетнамом
- Ракета комплекса С-75 летит в американский F-105 над Вьетнамом
- Возгорание американского F-105 после поражения осколками

## В фильмах
- Вокруг комплексов С-75 завязан сюжет фильма «Ключи от неба».
- Бутафорские копии С-75 в большом числе присутствуют в фильме «Полёт „Интрудера“».
- Присутствует в фильме «Шпионский мост».
- В фильме «13 дней» комплексом С-75 был сбит американский самолёт, совершающий аэро-фото съёмку.